# Цхведієті
Цихісубані (груз. ცხვედიეთი) — село в Грузії.
За даними перепису населення 2014 року в селі проживає 2 осіб.